# أنستسيا نوسوفا
أناستازيا أنتونوفنا نوسوفا (الروسية: Анастасия Антоновна Носова) هي متزلجة فنية روسية مضمنة. ولدت في 28 يوليو 1998 في ساراتوف، روسيا.